# Deben (fleuve)
Ne doit pas être confondu avec le deben, une unité de poids de l'Égypte antique.
Le Deben est un fleuve du Suffolk prenant naissance à Debenham. Il a deux sources principales ; d'autres apports en eau sont constitués des excès d'eau drainés depuis des champs. Le Deben traverse la ville de Woodbridge, se jetant dans un estuaire formé par la marée avant d'entrer dans la mer du Nord à Felixstowe. L'embouchure de l'estuaire est traversée par un bac local du Suffolk reliant Felixstowe à Bawdsey.
Le moulin à marée de Woodbridge utilise les mouvements de la marée dans le lit du Deben.
L'estuaire de Deben est une zone protégée et un site Ramsar (zone humide protégée par la convention Ramsar de 1971). Il fait partie de la zone d'une beauté naturelle remarquable Suffolk  Coast and Heaths (en). C'est un lieu de reproduction significatif de la population hivernale de l'avocette élégante (Recurvirostra avosetta). Le caractère de l'estuaire est marqué par des bancs de sable. La flore est dominée par le roseau commun (Phragmites australis). Les marais salants et bancs de boue intertidaux, qui occupent la plus grande partie de cette zone, forment un biotope où l'on trouve la plus grande variété de plantes halophiles du Suffolk.
Il existe plusieurs clubs de yachting et de bateaux pneumatiques le long du fleuve Deben : le Deben Rowing Club, le Deben Yacht Club, le  Waldringfield Sailing Club, le Felixstowe Ferry Sailing Club et le Woodbridge Cruising Club.